# 乌韦·波特克
乌韦·波特克（德語：Uwe Potteck，1955年5月1日—），德国男子射击运动员。他曾代表东德参加1976年、1980年和1988年夏季奥林匹克运动会射击比赛，其中1976年奥运会获得一枚金牌。